# Anschau
Anschau é um município da Alemanha, localizado no distrito de Mayen-Koblenz, estado de Renânia-Palatinado. É membro do Verbandsgemeinde de Vordereifel